# Kobi
Kobi je priimek v Sloveniji, ki ga je po podatkih Statističnega urada Republike Slovenije na dan 1. januarja 2010 uporabljalo 21 oseb.

## Znani nosilci priimka
- Anton Kobi (1862—1919), politik, podjetnik
- Borut Kobi, sodnik
- Lili Kobi (Lilijana Istenič) (1931—2020), biologinja
- Marija Kobi (1929—2010), kostumografinja
- Srečko Kobi (1901—1963), lesni podjetnik (Spinčićeva vila v Podpeči)